# Zandbergmolen
De Zandbergmolen was een molen op de Zandberg in Zele.

## Geschiedenis
De Zandbergmolen werd in de veertiende eeuw als houten korenwindmolen gebouwd op de Zandberg, een hoger gelegen terrein ongeveer 400 meter ten oosten van de kerk van Zele. Tijdens de godsdiensttroebelen rond 1580 werd de molen vernield, waarna de molen in 1605-1608 werd herbouwd. Op zondag 18 mei 1890 zorgde een groot onweer voor een ravage, waarbij onder meer een wiek afbrak en grote schade veroorzaakte aan omliggende woningen. De molenaar op dat moment, Jozef Van Lierde, was niet verzekerd.
De molen staat afgebeeld op de Ferrariskaart, de Atlas der Buurtwegen (1840), de Topografische kaart Vandermaelen (1846 – 1854) en de Popp-kaarten.

### Verdwijning
Rond de Eerste Wereldoorlog raakte de molen buiten gebruik. De stoommaalderijen namen in algemene zin de werkzaamheden van de molens over. In 1919 stuurde het Provinciale Commissie voor Monumenten en Landschappen van Antwerpen naar collega’s in Gent een brief waarin gepleit werd voor behoud van de molen die zich op het Zandbergplein in Zele bevond. Dit was naar aanleiding van plannen voor de aanleg van een steenweg, waarbij de molen zou moeten verdwijnen. De hoop op het voortbestaan van de molen was in 1930 zo goed als opgegeven, en Monumenten en Landschappen stopte met het pleidooi voor behoud. Uiteindelijk werd de molen in 1931 afgebroken.

## Eigenaars
- In de 17e eeuw was de molen in bezit van Pieter Raes.
- Vanaf de tweede helft van de 17e eeuw heeft de familie Cornelis de molen overgekocht. Tot 1831 bleef het in eigendom van de familie.
  - Cornelius Cornelis.
  - Adrianus Cornelis (1676-1749).
  - Josephus Emmanuel Cornelis (1733-1813), verkocht door Anna-Marie Catharina Cornelis in januari 1794
  - Victor en Joannes Augustinus Cornelis (zonen van Josephus Emmanuel Cornelis), vanaf 1810
- Vervolgens kwam de molen in bezit van familie Van Lierde
  - Joannes Baptiste Van Lierde (molenaar uit Denderleeuw), vanaf 19 oktober 1831
  - (Joannes) Josephus Van Lierde (1843-1912), was een van de zeven kinderen van J.B. Van Lierde, hij was gehuwd met Maria Benedicta De Clercq.
  - Remi-Jozef Van Lierde (1886-1961) en Juliaan Adolf Van Lierde (1889-1961) waren de laatste molenaars. Zus Irma was de laatste eigenaar van de molen.

## Na de verdwijning
Na de afbraak van de molen werden bomen op de zandberg geplant. Anno 2022 was de zandberg een groot rechthoekig plein dat zich in het midden van Zele bevond en als parkeerplaats werd gebruikt.
In het jaar 2012-2013 werd er een nieuw gebouw geplaatst op de zandberg, dat ter nagedachtenis van de molen de naam ‘De Wiek’ mee kreeg.
Op de zandberg werden al vanaf 1714 jaarmarkten gehouden en er worden jaarlijks nog altijd twee jaarmarkten georganiseerd. De Lentejaarmarkt vindt plaats op de dinsdag in de week veertien dagen voor Pasen. De Oktoberjaarmarkt vindt plaats op de dinsdag na de eerste zondag in oktober.